# Urs Boeck
Urs Wilhelm Boeck (* 8. Dezember 1933 in Berlin-Charlottenburg; † 7. Februar 2024) war ein deutscher Architekt, Kunsthistoriker und Denkmalpfleger.

## Leben und Wirken
Boeck war der Sohn des Kunsthistorikers Wilhelm Boeck. Er studierte Kunstgeschichte, Romanistik und Klassische Philologie in Tübingen (Dr. phil. 1956) und Pisa, sowie Architektur in Darmstadt (Dipl-Ing.). Seine erste Berufstätigkeit führte ihn als Architekt zum Staatshochbauamt in Tübingen.
Ab 1980 war er drei Jahrzehnte in der niedersächsischen Denkmalpflege in leitender Funktion als Inventarisator, als Wissenschaftler und als praktischer Baudenkmalpfleger tätig. Er war Hauptkonservator und Dezernatsleiter am Institut für Denkmalpflege im Niedersächsischen Landesverwaltungsamt, dem Vorgänger des Niedersächsischen Landesamtes für Denkmalpflege. Auch nach seiner Pensionierung von 1995 war Boeck weiter umfangreich kunsthistorisch tätig, legte Veröffentlichungen vor (zuletzt 2020 das große Überblickswerk Zwischen Ems und Elbe: 1200 Jahre Kunst in Niedersachsen, Hamburg und Bremen) und meldete sich auch zu aktuellen denkmalpflegerischen Problemen.
Urs Boeck war Mitglied der Koldewey-Gesellschaft, der Architektenkammer Niedersachsen, der Historischen Kommission für Niedersachsen und Bremen, des International Council on Monuments and Sites. Seit 2011 war Boeck Ehrenmitglied des Niedersächsischen Heimatbundes, dem er seit 1990 angehörte und in dem er Mitglied der Fachgruppe Denkmalpflege war.
Ein kleiner Teil seines schriftlichen Nachlasses liegt im Deutschen Kunstarchiv im Germanischen Nationalmuseum in Nürnberg.

## Veröffentlichungen (Auswahl)
- Karl Alexander Heideloff, In: Mitteilungen des Vereins für Geschichte der Stadt Nürnberg 48 (1958) (= Dissertation Tübingen 1956).
- Zu den Fragmenten des Lukrez. In: Hermes. Zeitschrift für klassische Philologie 86 (1958)
- Ein gläsernes Buch der Frömmigkeit, Beschreibung und Rekonstruktion der Glasmalereien des Peter Hemmel in der Tübinger Stiftskirche. In: Tübinger Blätter (1958)
- Der Rottweiler Crucifixus des Veit Stoss. In: Das Münster 12, 1959, S. 101–108
- Plastik am Bau, Beispiele europäischer Bauplastik vom Altertum bis zur Neuzeit. Ernst Wasmuth Verlag, Tübingen 1961 (englisch: A. Zwemmer Ltd., London 1961)
- Das Baptisterium zu Pisa und die Jerusalemer Anastasis, In: Bonner Jahrbücher 164, 1964, S. 146–156. (Digitalisat auf journals.ub.uni-heidelberg.de, abgerufen am 18. November 2023)
- Tübingen. Jan Thorbecke Verlag, Konstanz-Stuttgart 1965
- Die Tübinger Stiftskirche, Katzmann Verlag, Tübingen 1966
- Neue Funde zur frühen Baugeschichte des Domes von Verden/Aller. In: Niederdeutsche Beiträge zur Kunstgeschichte 7, 1968, S. 11–42.
- Stiftskirche Wunstorf. Deutscher Kunstverlag, München Berlin 1970
- Die St. Viti-Kirche in Zeven. Deutscher Kunstverlag, München Berlin 1973
- Der Dom zu Bardowick, Deutscher Kunstverlag, München Berlin 1974, ISBN 978-3-422-02256-0.
- Der Pisaner Dom zwischen 1089 und 1120. Beobachtungen zu Bautechnik und Bauausführung der ersten Baustufe. In: architectura 11, 1981, S. 1–30
- Die Kirche St. Trinitatis in Wolfenbüttel, Der Bau Herzog Anton Ulrichs in der Architektur seiner Zeit. In: Niederdeutsche Beiträge zur Kunstgeschichte 21 (1982)
- Denkmalschutz. In: Handwörterbuch zur Kommunalpolitik. Hrsg. Rüdiger Voigt. Westdeutscher Verlag, Opladen 1984, ISBN 3-531-21613-9, S. 107 ff.
- Das Viehweg-Haus und die Architektur um 1800. In: Das Viehweg-Haus in Braunschweig. Hrsg. Niedersächsisches Landesverwaltungsamt Hannover (= Arbeitshefte zur Denkmalpflege in Niedersachsen, Bd. 5), 1985, ISBN 3-88079-009-4, S. 63–85. (Digitalisat auf digi.ub.uni-heidelberg.de, abgerufen am 18. November 2023)
- Landesgeschichte und Kunstwissenschaft. In: Niedersächsisches Jahrbuch für Landesgeschichte 57, 1985 (Digitalisat auf historische-kommission.niedersachsen.de, abgerufen am 18. November 2023), S. 19–30.
- Hannovers barockes Opernhaus. In: Das Opernhaus in Hannover, Architektur und Theatergeschichte. Hrsg. Sabine Hammer, Schlütersche, Hannover 1986, ISBN 978-3-87706-029-2
- mit Jutta Boeck: Städte: Braunschweig, Salzgitter, Wolfsburg / Landkreise: Helmstedt, Wolfenbüttel. Ein DKV Bildhandbuch. Deutscher Kunstverlag, München 1988
- Der Pisaner Dom und seine Weltfassade – eine "Baunaht" als Vexierbild und die Folgen. In: Baukunst des Mittelalters in Europa, Festschrift für Erich Kubach. Hrsg. Franz J. Much. Stuttgarter Gesellschaft für Kunst u. Denkmalpflege, Stuttgart 1988, ISBN 978-3-926168-00-9, S. 385–400
- Der Dom zu Verden. Deutscher Kunstverlag, München Berlin 1989
- Gartenkunst in Niedersachsen vom Mittelalter bis zum Ende des 18. Jahrhunderts. In: Rainer Schomann (Hrsg.): Historische Gärten in Niedersachsen, Katalog zur Landesausstellung, Eröffnung am 9. Juni 2000 im Foyer des Niedersächsischen Landtages, anlässlich der Landesausstellung „Historische Gärten in Niedersachsen“. Hannover, 2000, S. 15–30.
- Das Skulpturenparterre. Zwei höfische Festräume: Gartentheater und Galeriegebäude. Das Mausoleum. In: Herrenhausen. Die Königlichen Gärten in Hannover, Marieanne von König (Hg.), Wallstein Verlag, Göttingen 2006, ISBN 978-3-8353-0053-8, S. 28–66
- Die einstige Diözese Verden in der Kunstgeschichte. In: Jahrbuch der Gesellschaft für niedersächsische Kirchengeschichte 109, 2011, S. 7–42
- Baugeschichte kontrovers. Die Klosterkirche Loccum im Blick der Historiker und Bauforscher. In: Neue Forschungen zum Zisterzienserkloster Loccum. Hrsg. Ludolf Ulrich, Simon Sosnitza, Solivagus Verlag, Kiel 2016, ISBN 978-3-943025-30-9, S. 14–42.
- Zwischen Ems und Elbe: 1200 Jahre Kunst in Niedersachsen, Hamburg und Bremen, Deutscher Kunstverlag, Berlin 2020, ISBN 978-3-422-07441-5